# لوكا فاني
لوكا فاني (بالإيطالية: Luca Vanni)‏ مواليد 4 يونيو 1985، هو لاعب كرة مضرب إيطالي. حقق المركز الثاني في بطولة البرازيل المفتوحة للتنس سنة 2015.

## النهائيات

### الفردي: 1 (الوصافة 1)
| الحصيلة | الرقم | التاريخ        | الدورة                                  | الأرضية | المنافس      | النتيجة            |
| ------- | ----- | -------------- | --------------------------------------- | ------- | ------------ | ------------------ |
| الوصافة | 1.    | 15 فبراير 2015 | بطولة البرازيل المفتوحة للتنس، البرازيل | ترابية  | بابلو كويفاس | 4–6, 6–3, 6–7(4–7) |

## روابط خارجية
- لوكا فاني على موقع رابطة محترفي التنس (الإنجليزية)
- لوكا فاني على موقع الاتحاد الدولي لكرة المضرب (الإنجليزية)
- لوكا فاني على موقع خلاصة التنس.كوم (الإنجليزية)
- لوكا فاني على موقع إي إس بي إن.كوم (الإنجليزية)